# Universidade de Versalhes Saint Quentin en Yvelines
Universidade de Versalhes Saint Quentin en Yvelines (em francês:  Université de Versailles-Saint-Quentin-en-Yvelines) é uma universidade em Versalhes, comuna francesa.
Composto por oito campi distintos, está localizado principalmente nas cidades de Versalhes, Saint-Quentin-en-Yvelines, Mantes-en-Yvelines, Vélizy-Villacoublay e Rambouillet. É uma das cinco universidades da Academia de Versalhes.
É uma das quatro universités nouvelles (novas universidades) inauguradas na região de Île-de-France após o projeto Universitário de 2000 (em francês: plan université 2000). Possui uma população de 19 mil alunos, um quadro de funcionários de 752 pessoas e 1.389 professores e pesquisadores, além de mais 285 professores externos.
A universidade ministra cursos nas áreas de ciências naturais, ciências sociais, ciências políticas, engenharia, tecnologia e medicina. Também oferece cursos interdisciplinares que abrangem as relações entre economia, ética, ambiente natural e desenvolvimento sustentável.

## Renomado professor
- Gérard Férey, químico francês[5]